# مايكل روبنسون (لاعب كرة قدم)
مايكل روبنسون (بالإنجليزية: Michael Robinson)‏ (و. 1983  م) هو لاعب كرة قدم أمريكية، من الولايات المتحدة، ولد في ريتشموند، يلعب كظهير ‏.

## التعليم
تعلم في Varina High School ‏، وجامعة ولاية بنسلفانيا.

## روابط خارجية
- مايكل روبنسون على موقع مرجع كرة القدم المحترفة.كوم (الإنجليزية)